# واحة عين خضرة
تقع واحة عين خضرة في قلب صحراء جنوب سيناء، على بعد 70 كيلو مترًا في الطريق من سانت كاترين إلى نويبع. وهي عبارة عن واحة خضراء في وسط بحر من الرمال بمحمية، طابا، ويوجد بها عين طبيعية نقية، ويعود ظهور العين إلى التقاطع بين الحجر الرملي، حيث حقبة الحياة القديمة، وقاطع تحت أرضي، مشكلًا حوضًا أرضيًا به ماء، ويمكن زيارة الأخدود الأبيض بالقرب من العين.

## معرض صور

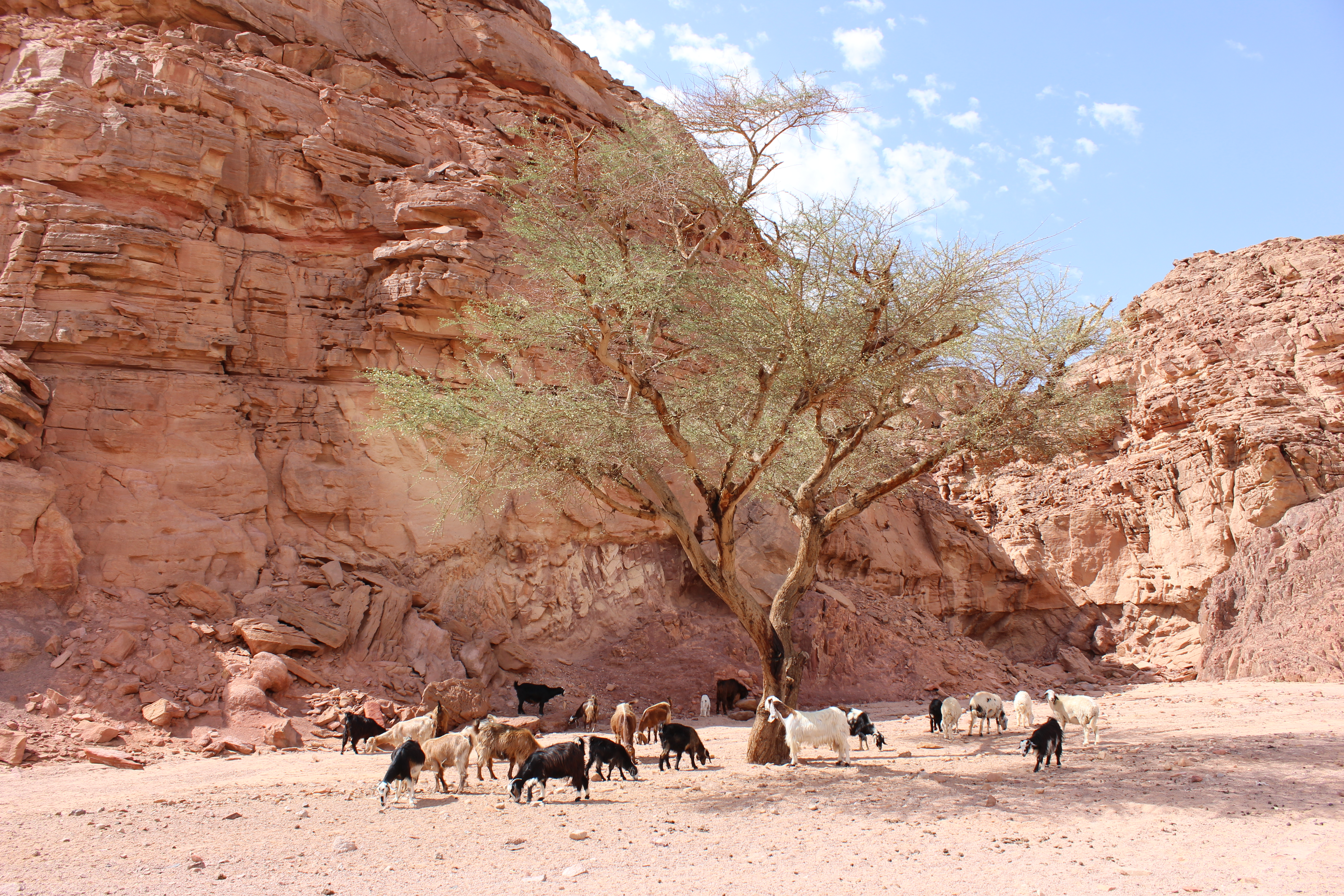
ماعز بواحة عين خضرة
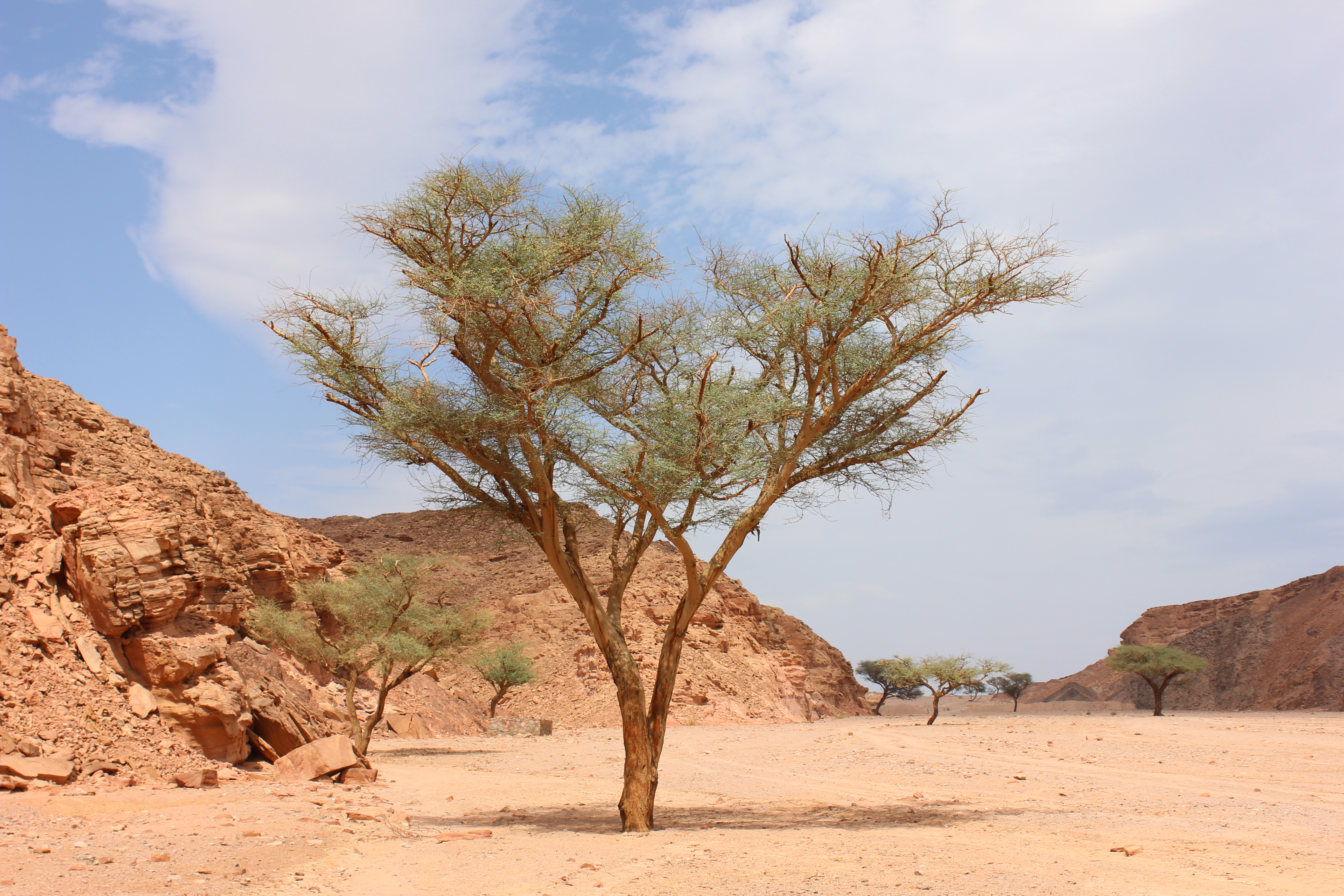
شجرة سنط سيال بمنطقة ديسكو تاور (الرويهبية) على مقربة من واحة غير خضرة.
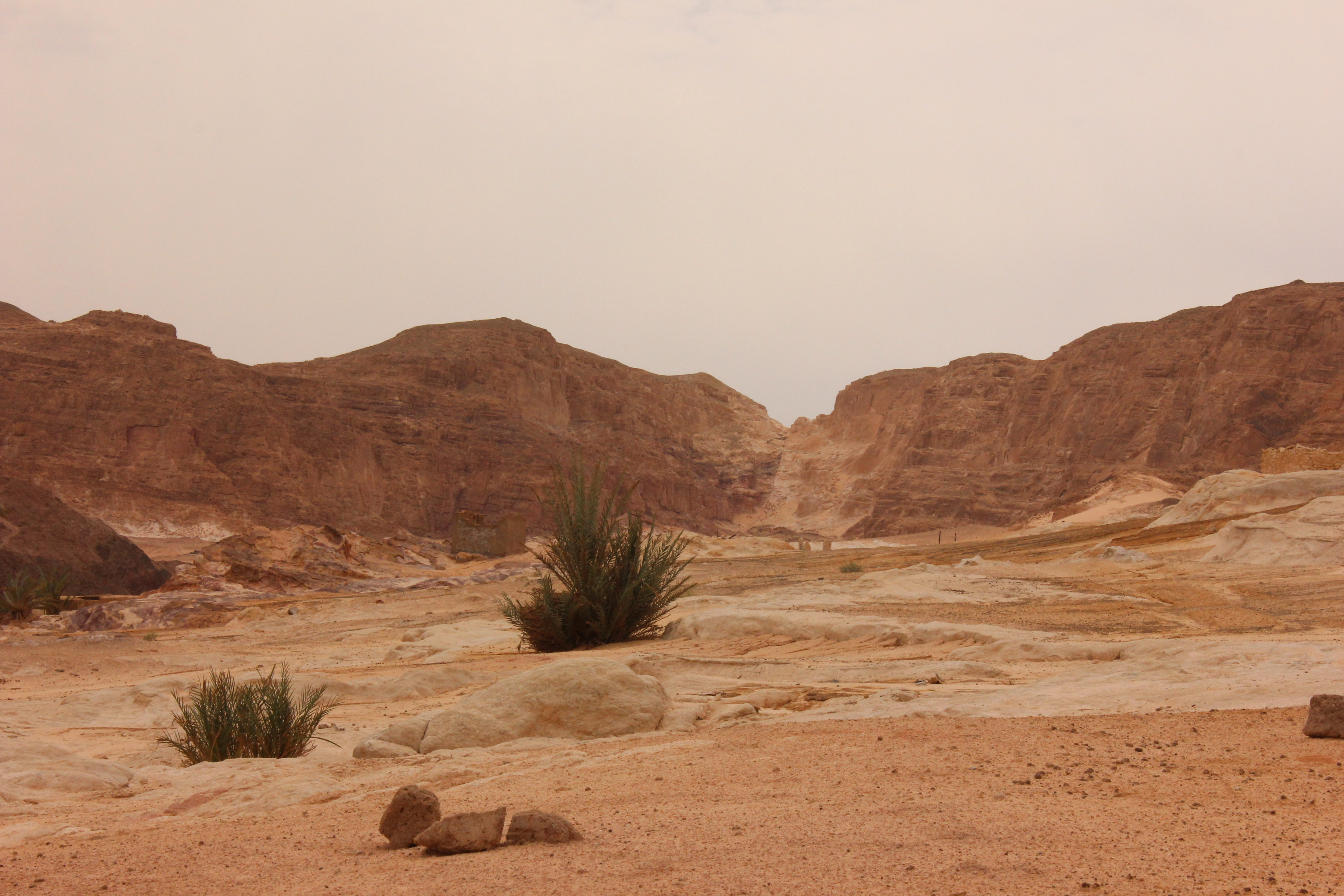
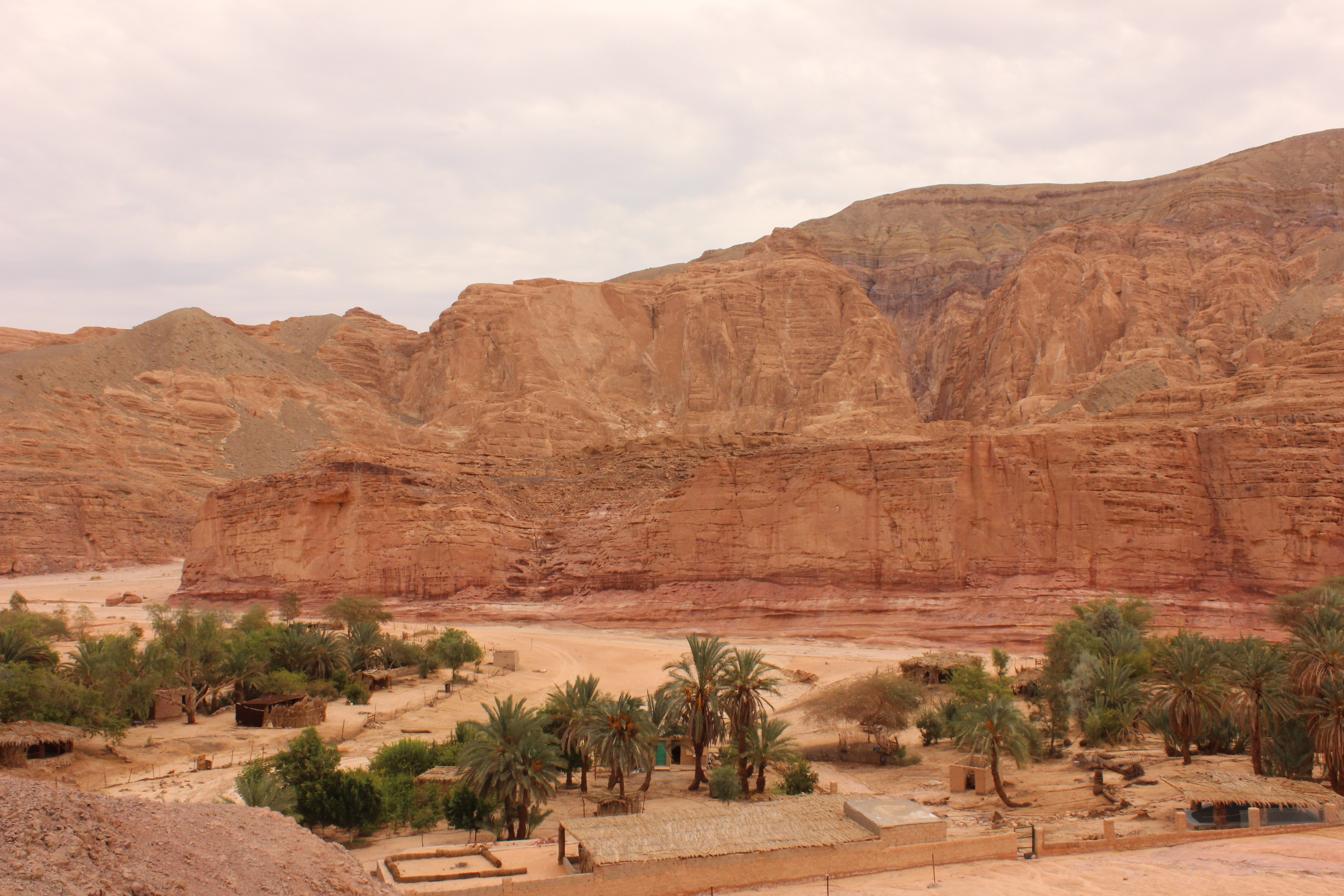
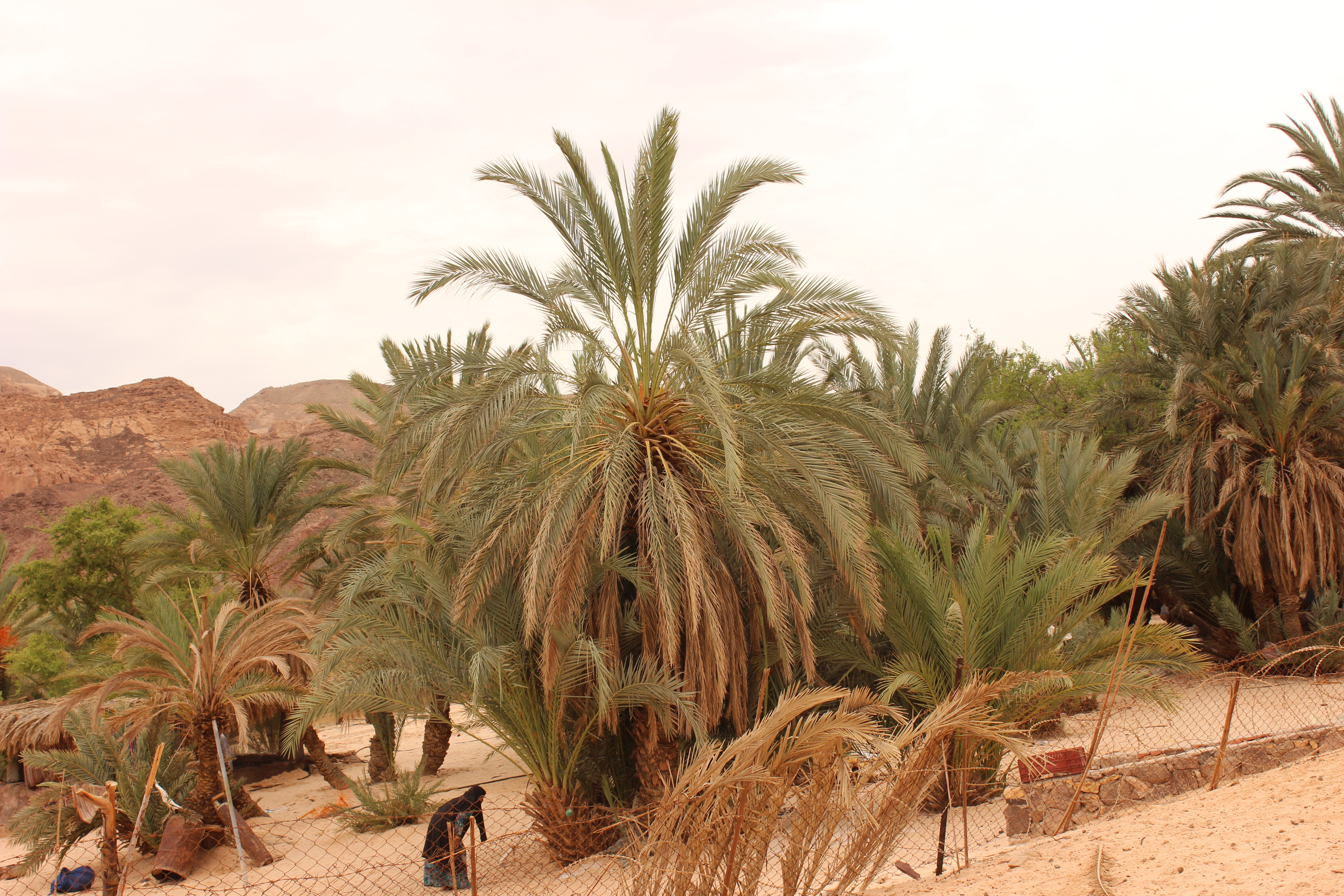
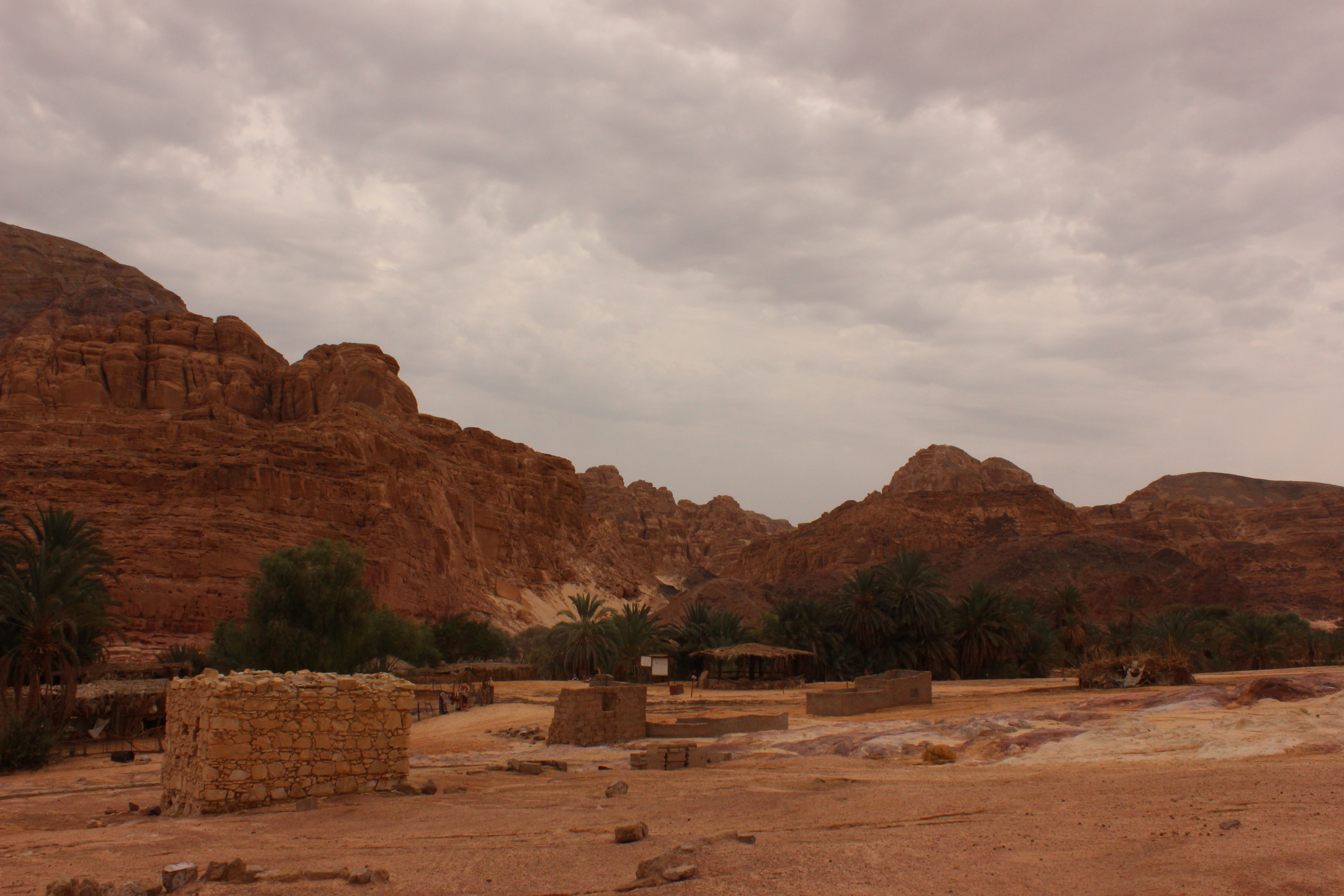
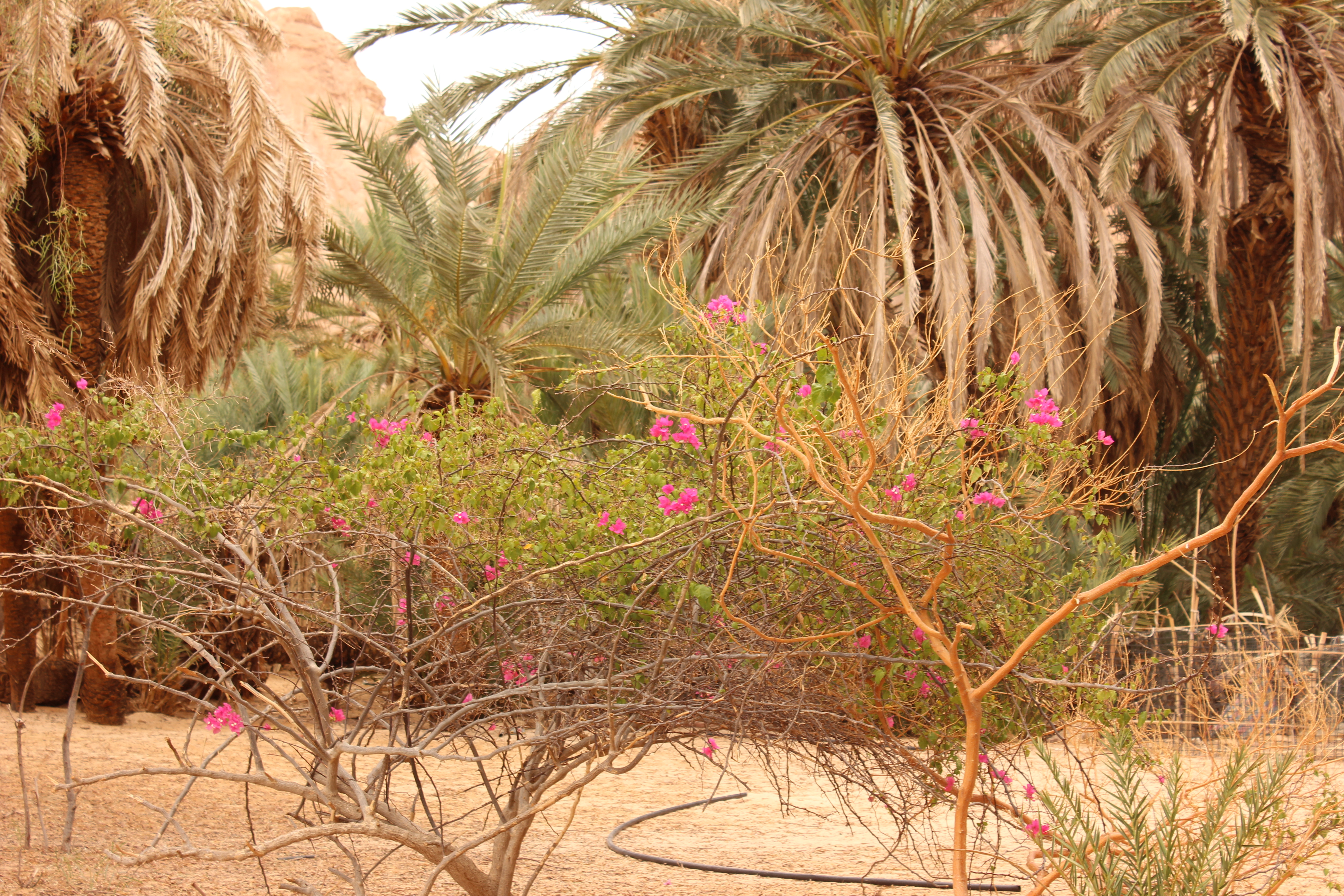
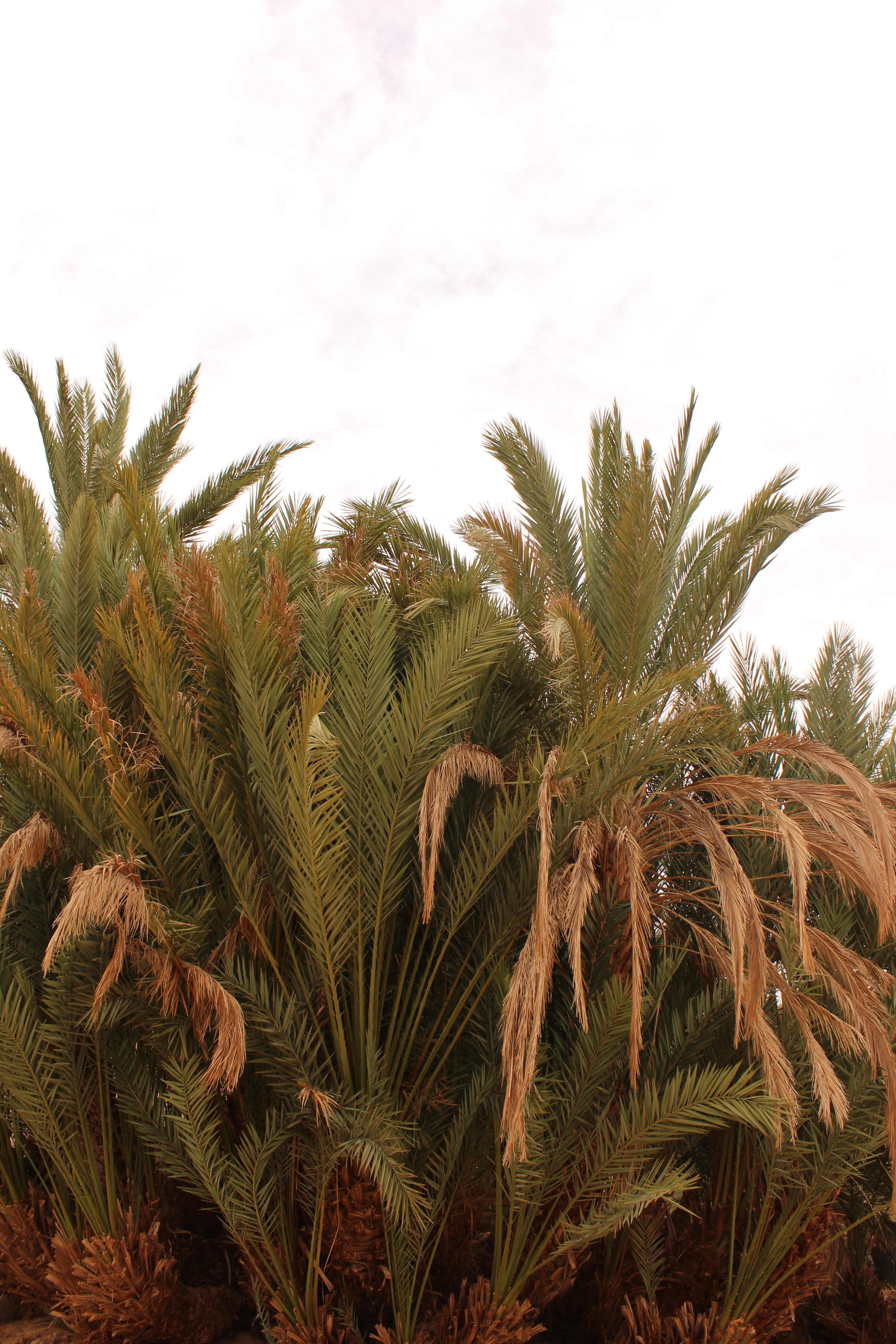
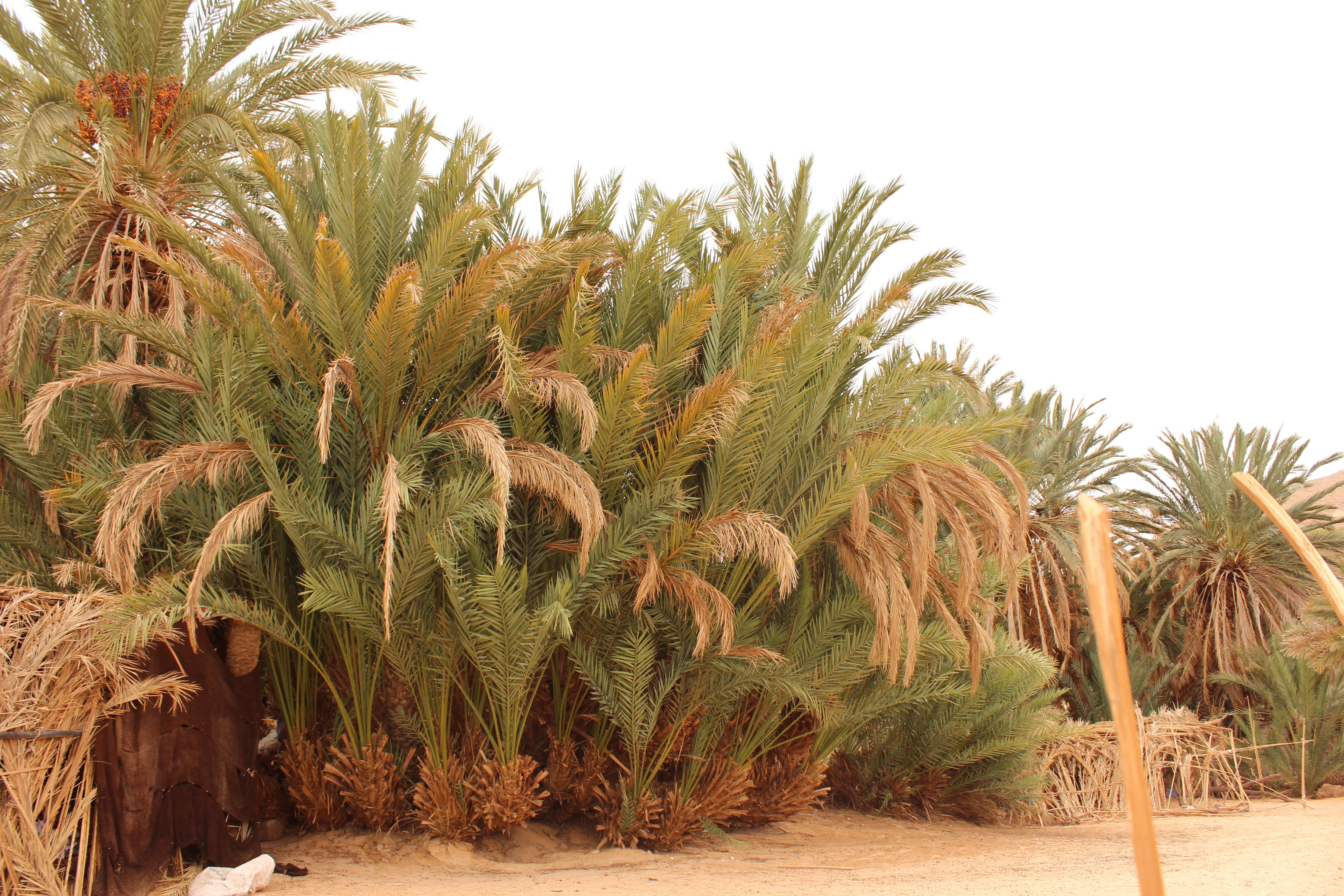
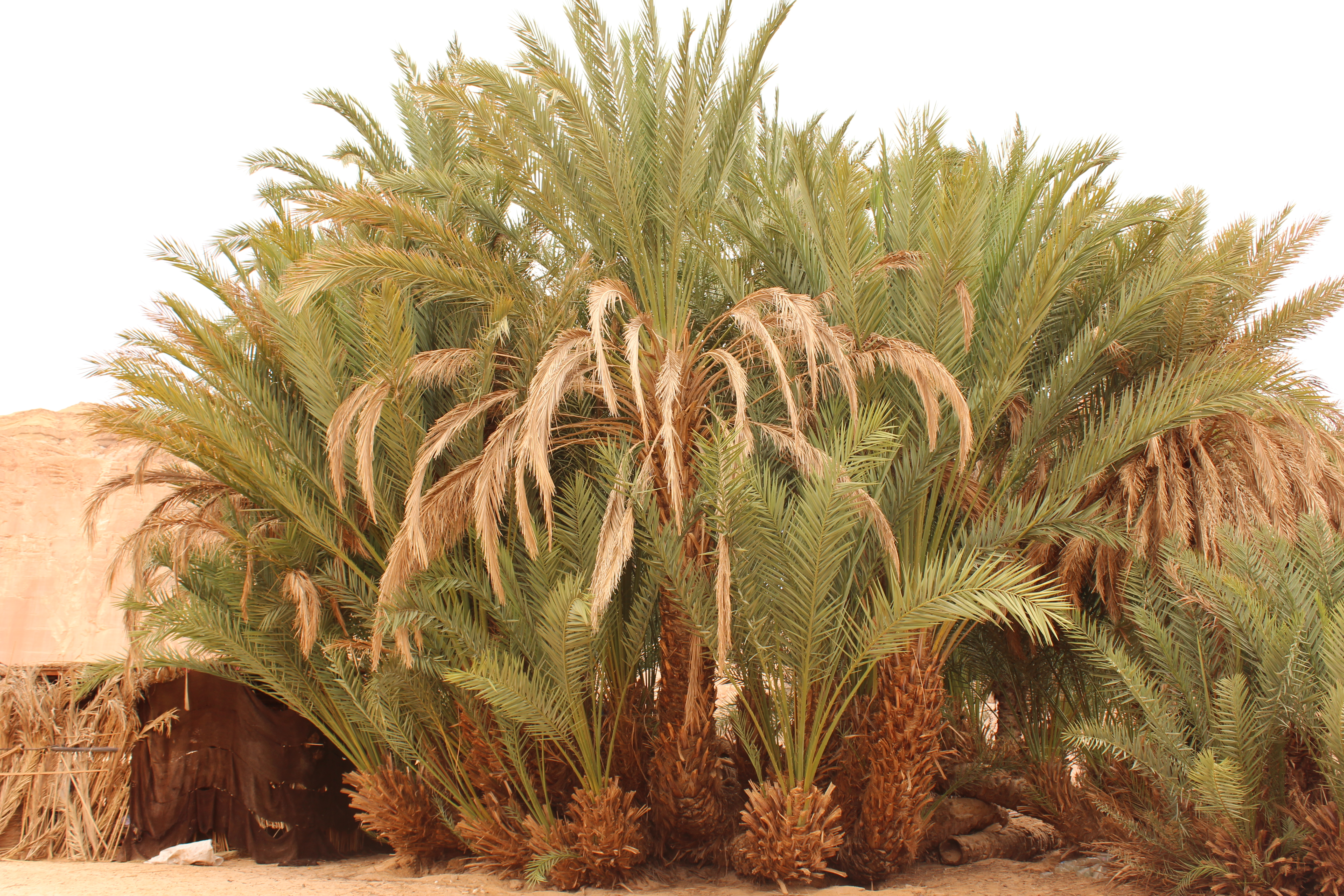
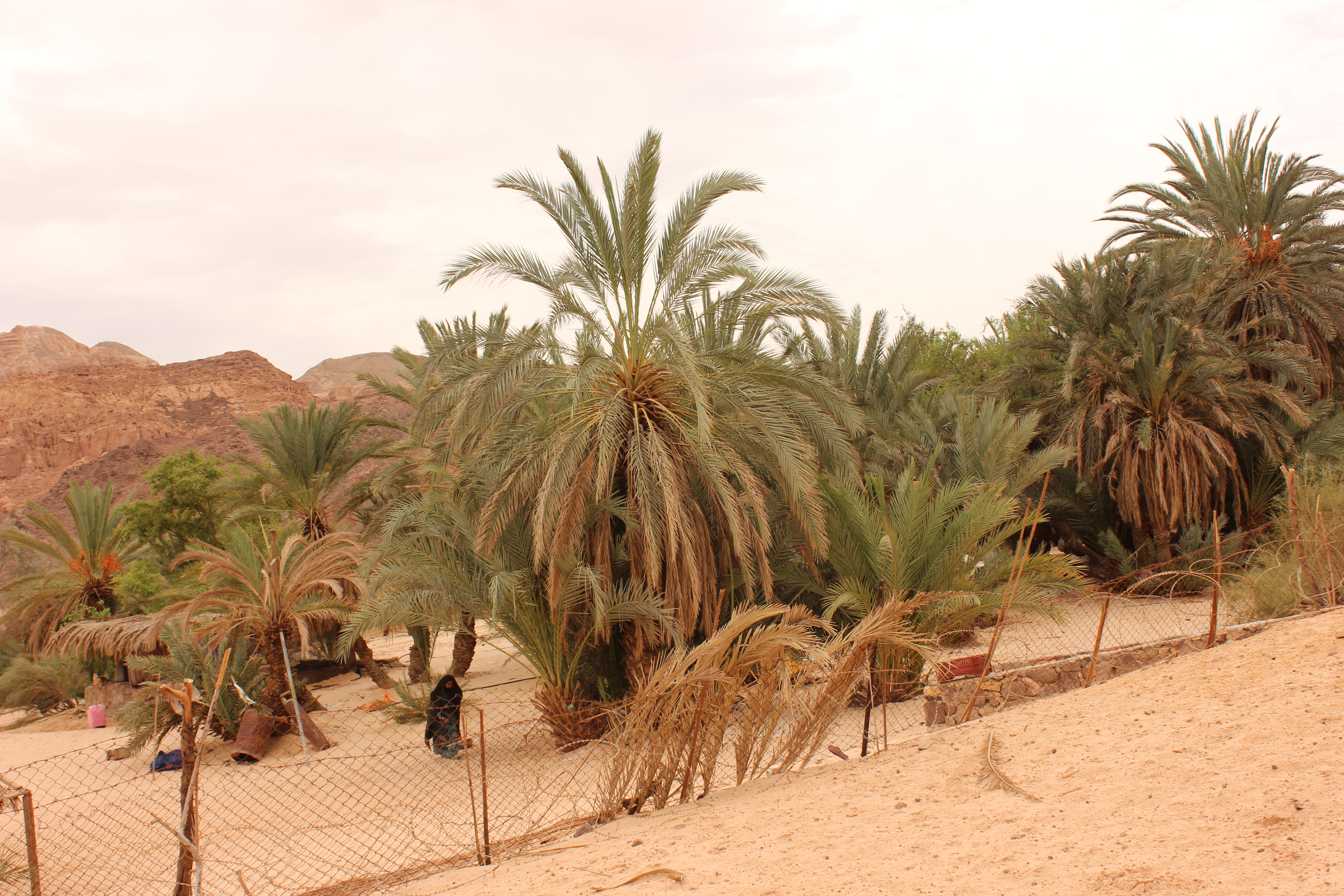
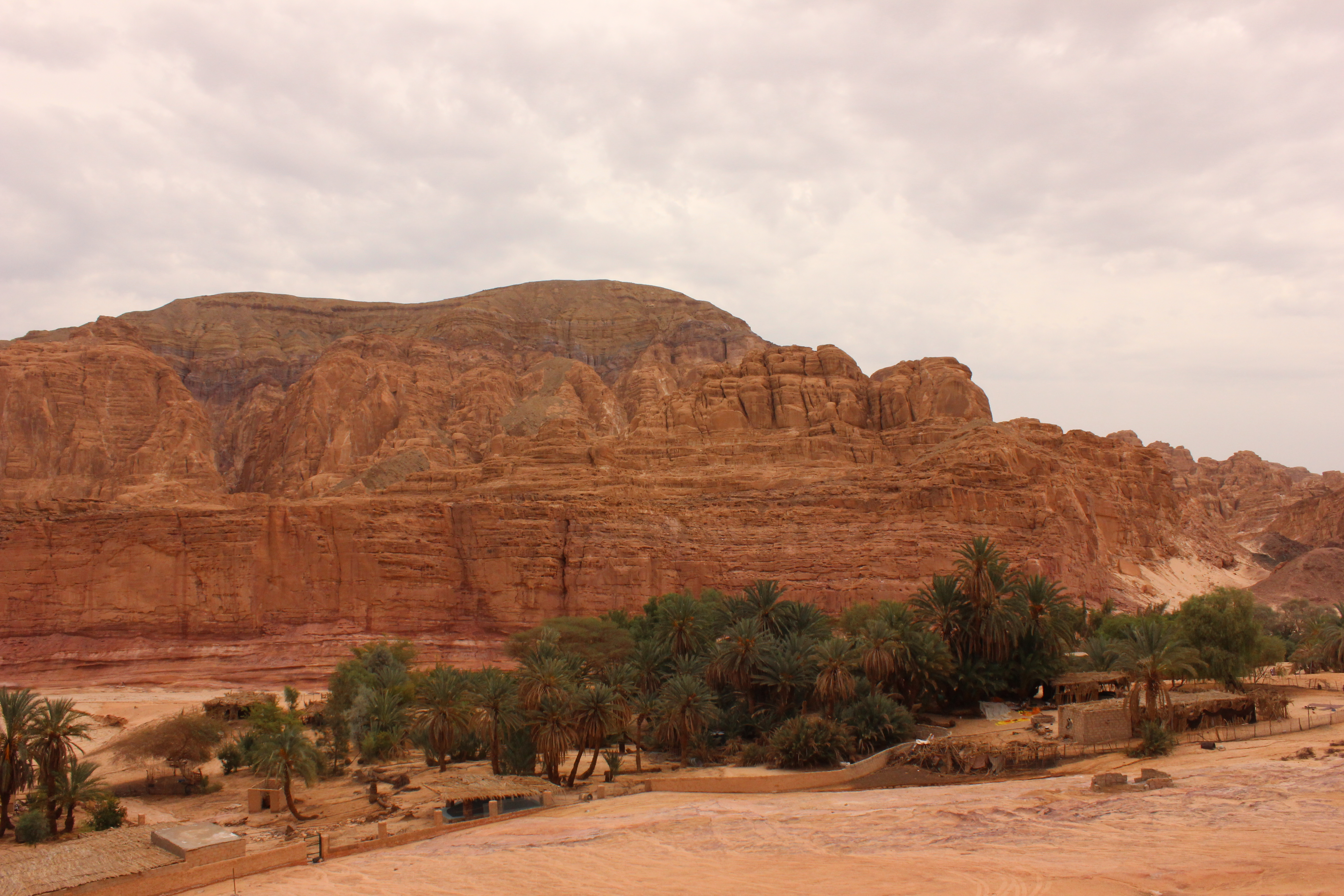
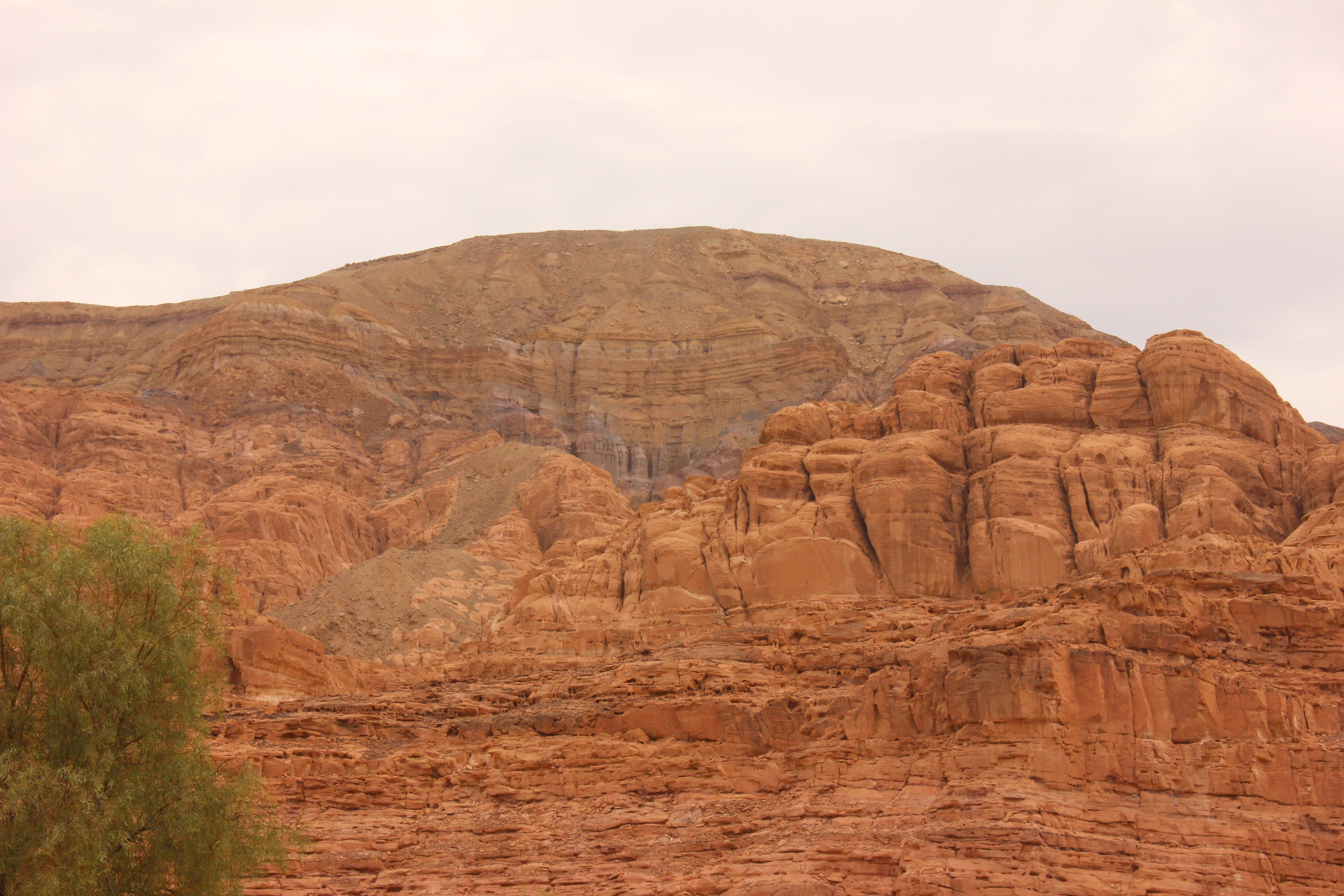
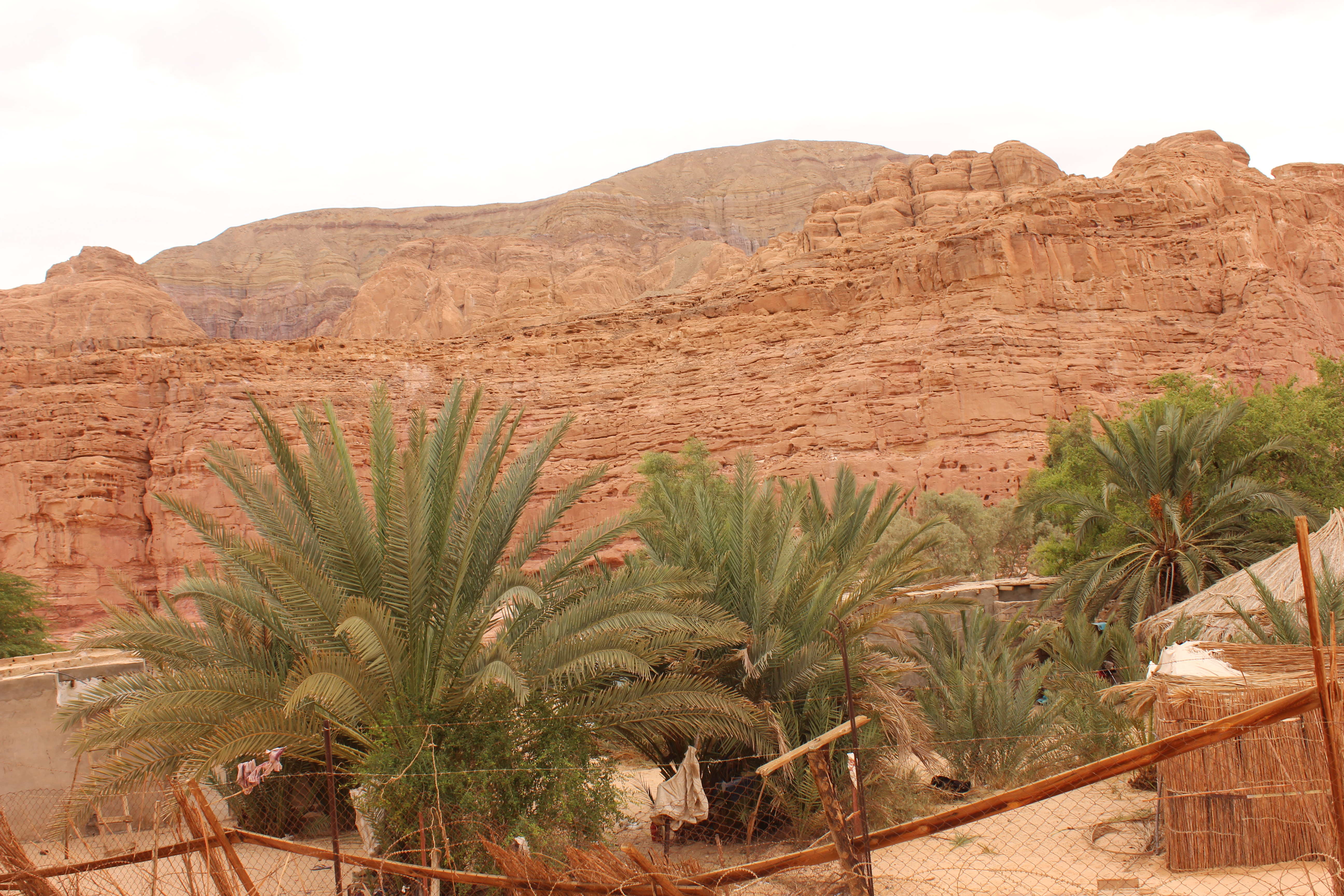
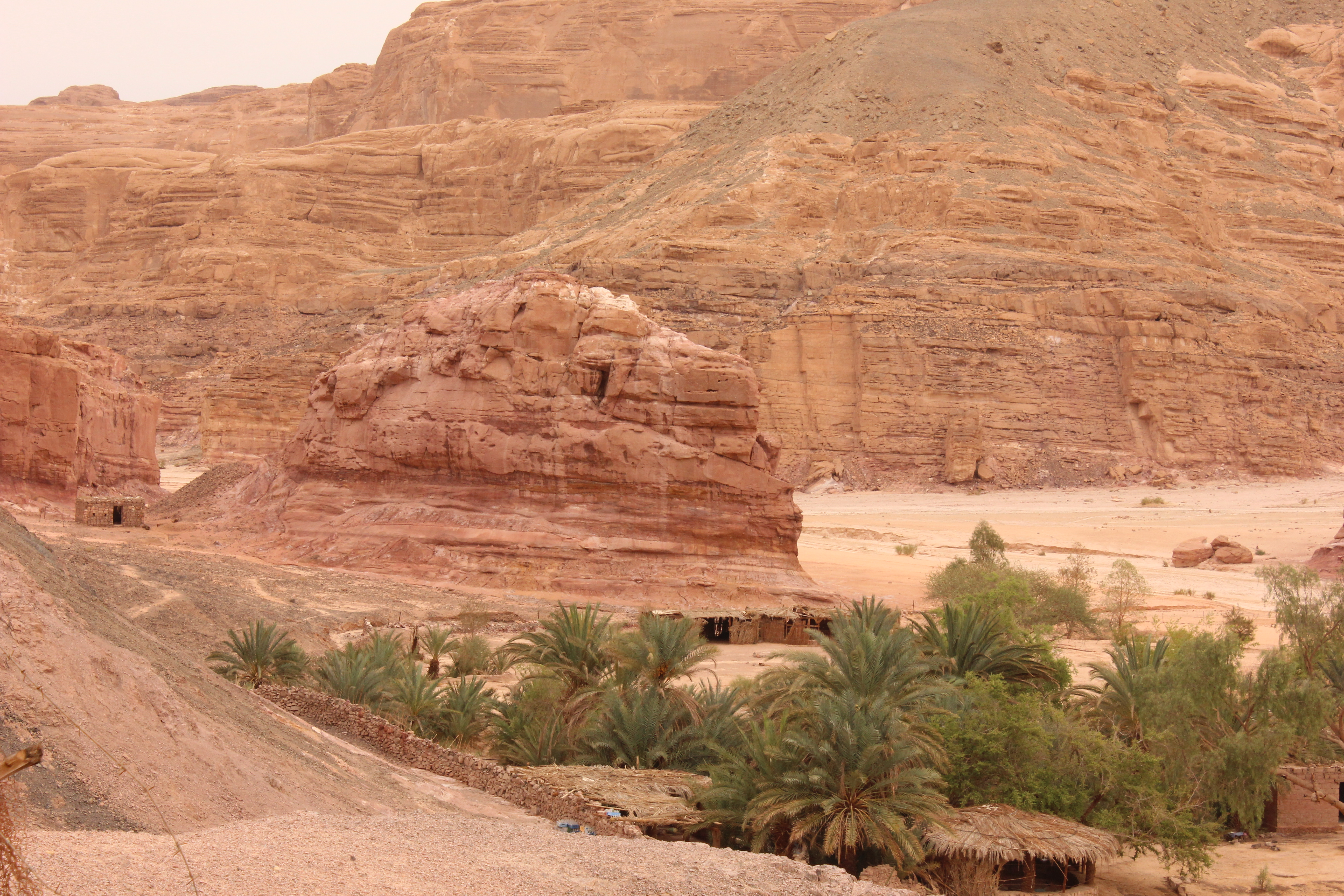
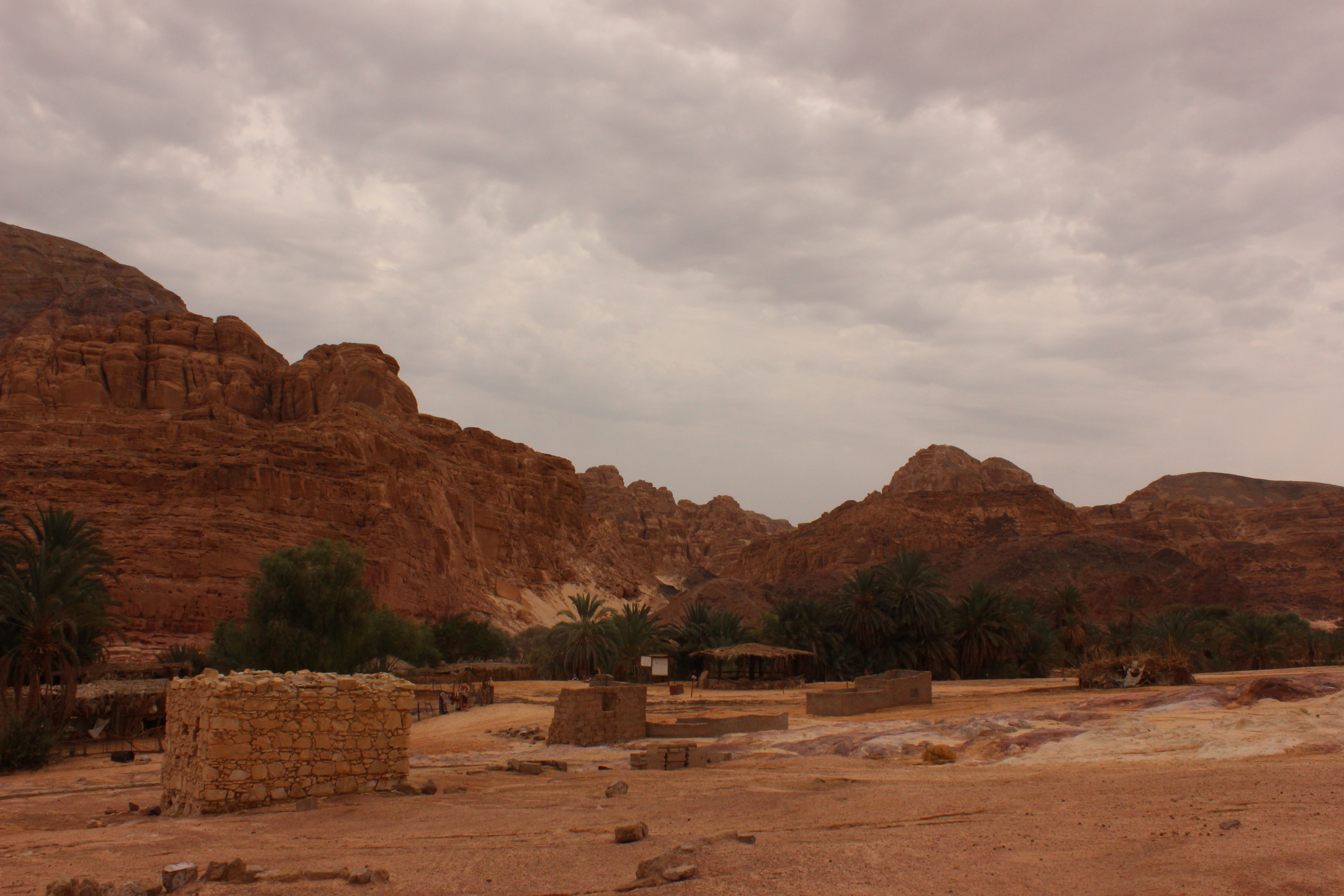
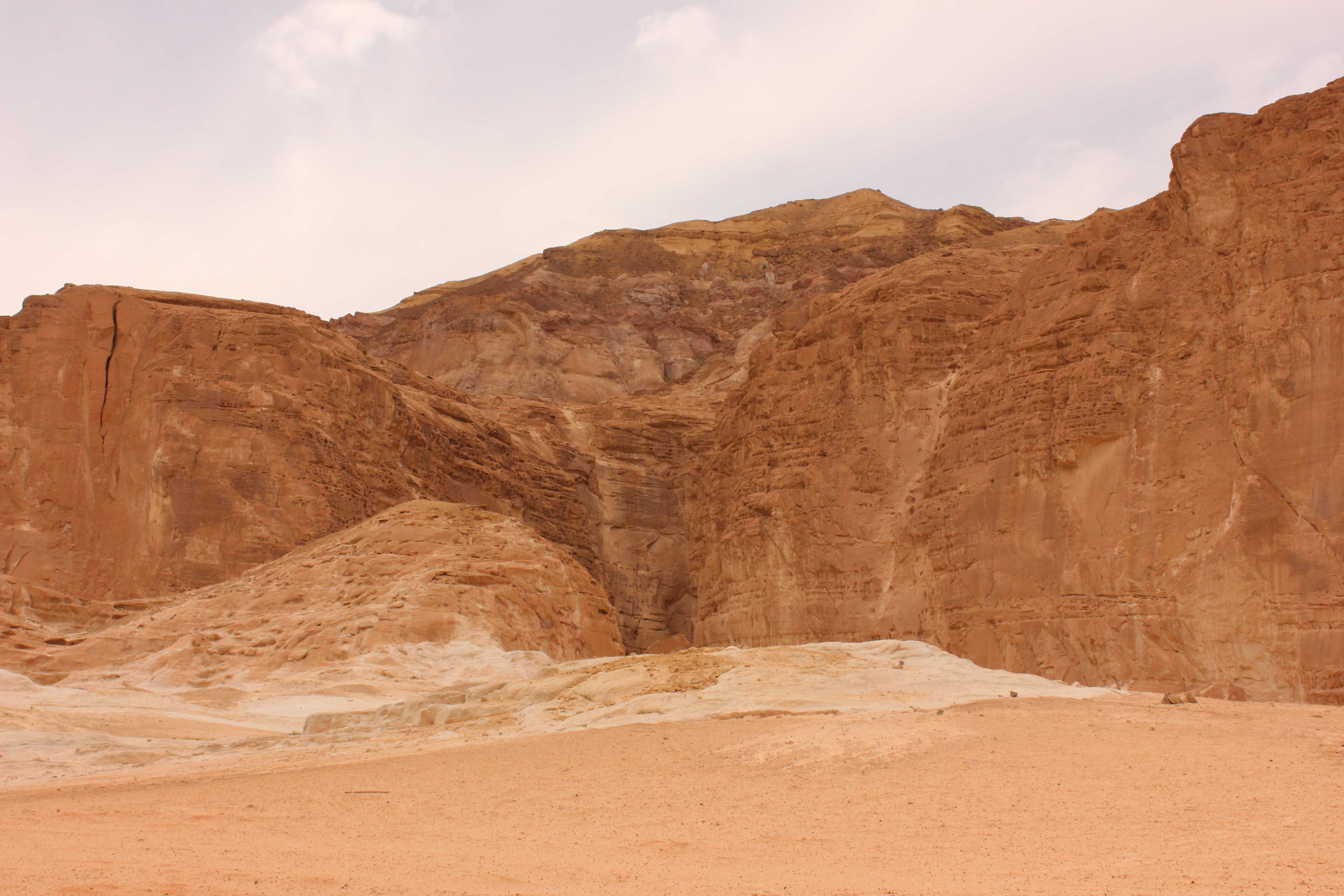
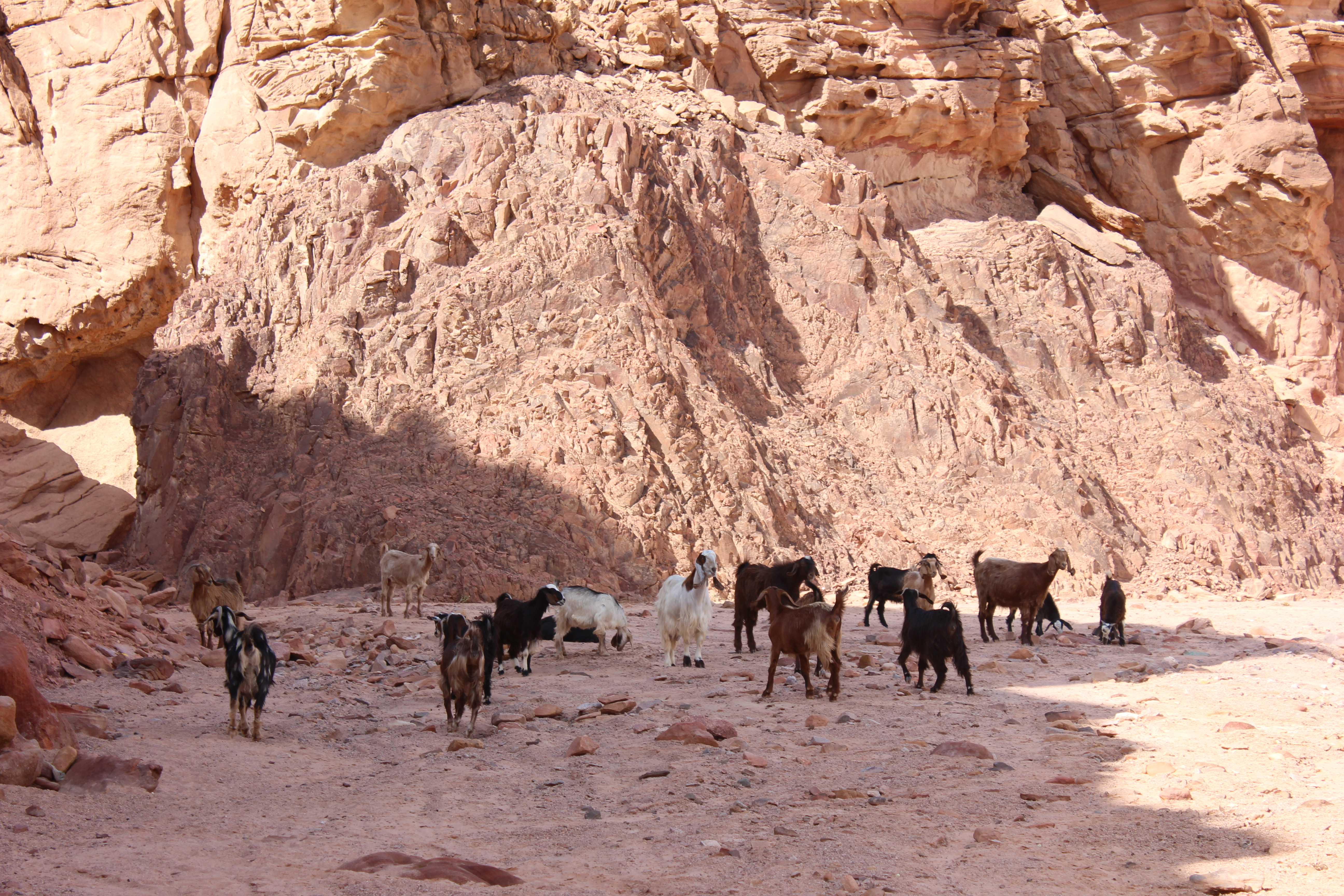
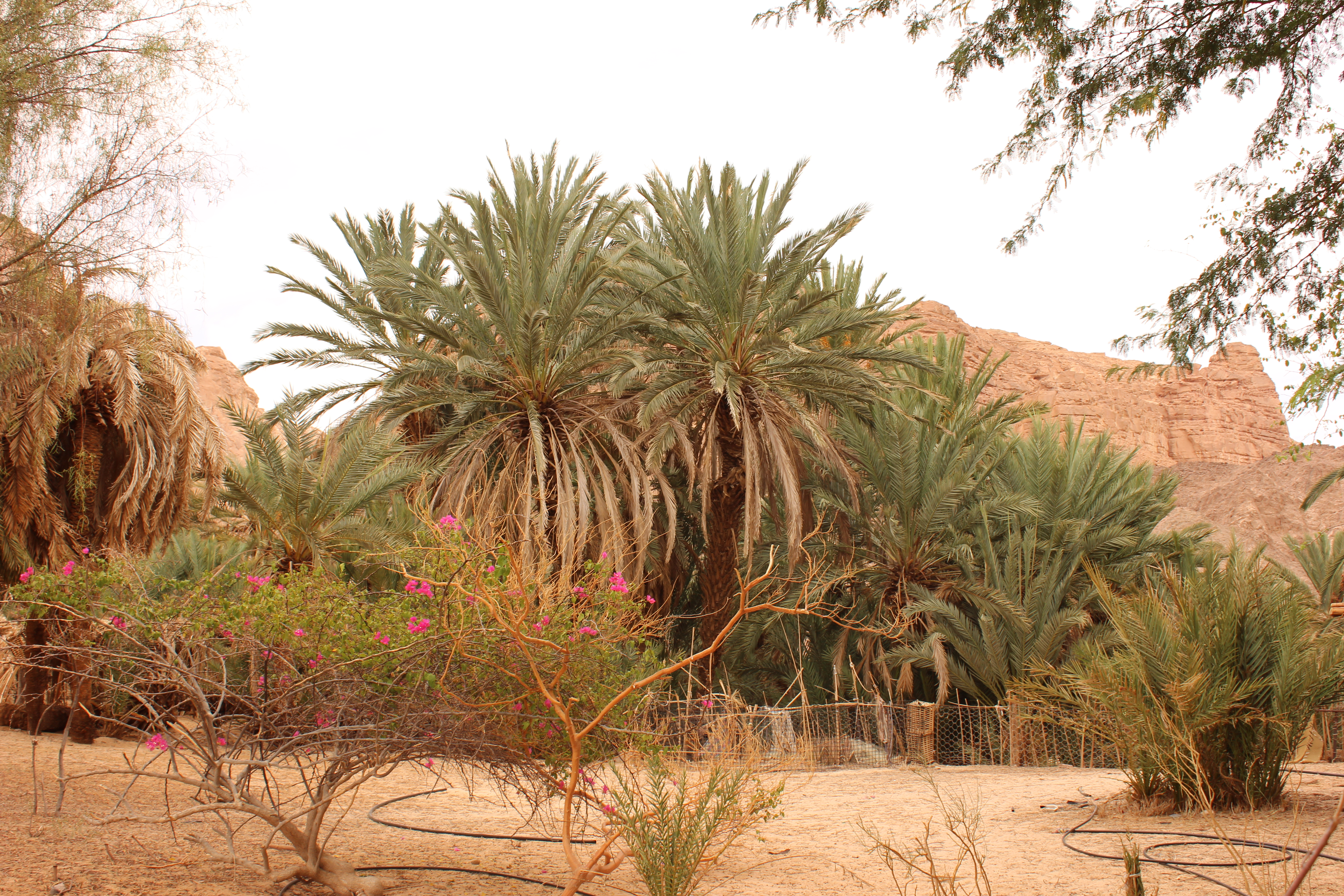
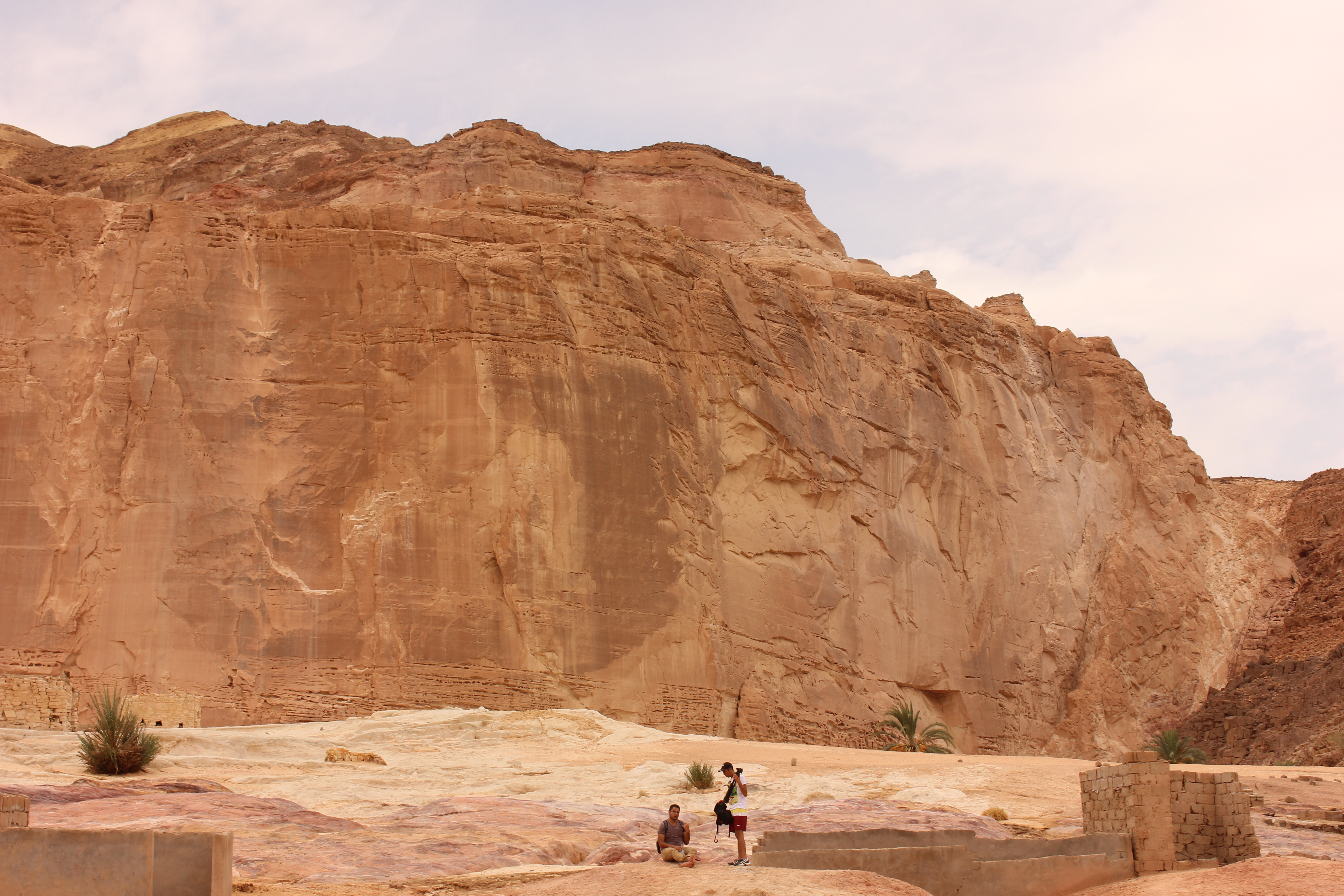
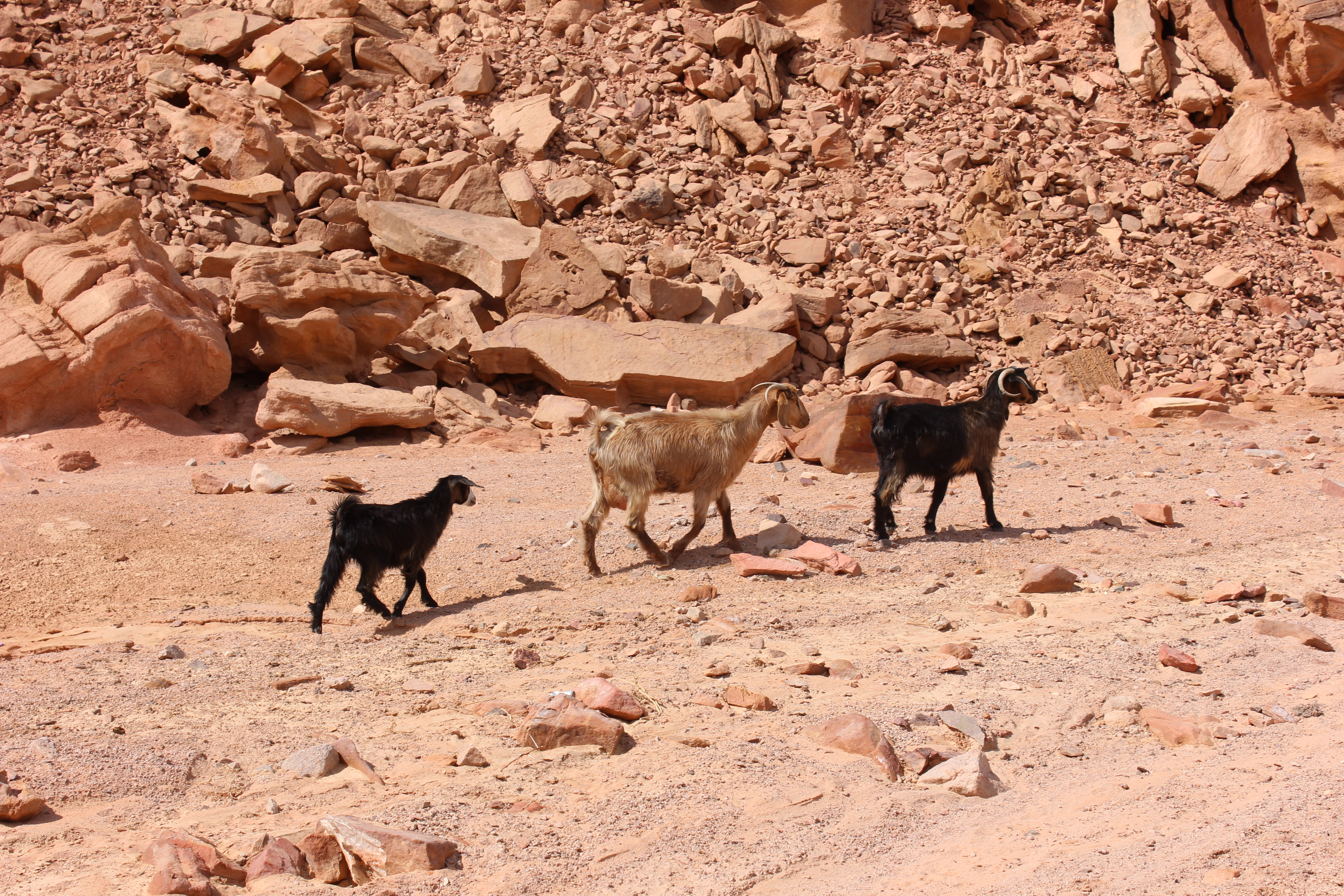
ماعز بواحة غير خضرة، نويبع، جنوب سيناء، مصر.
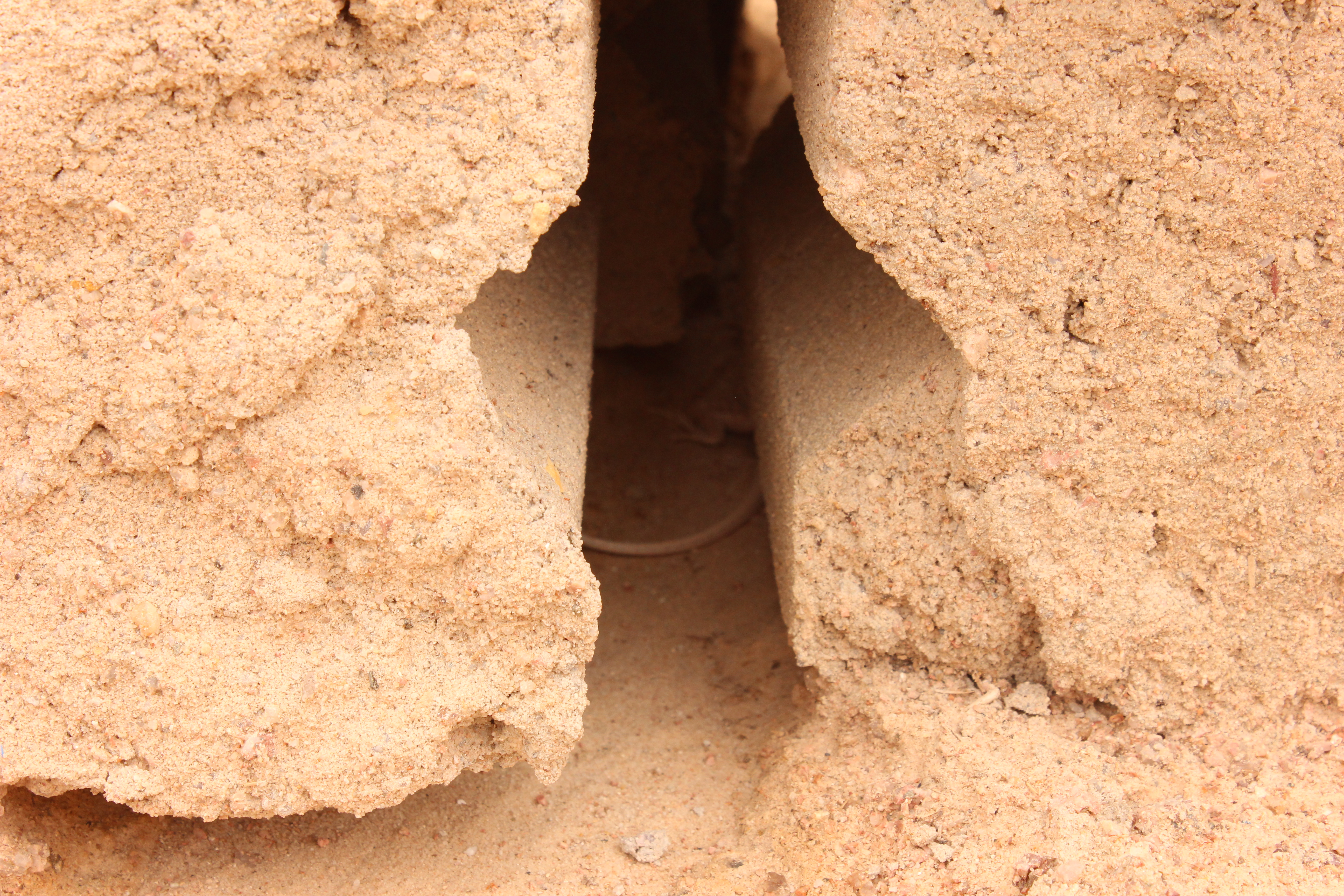
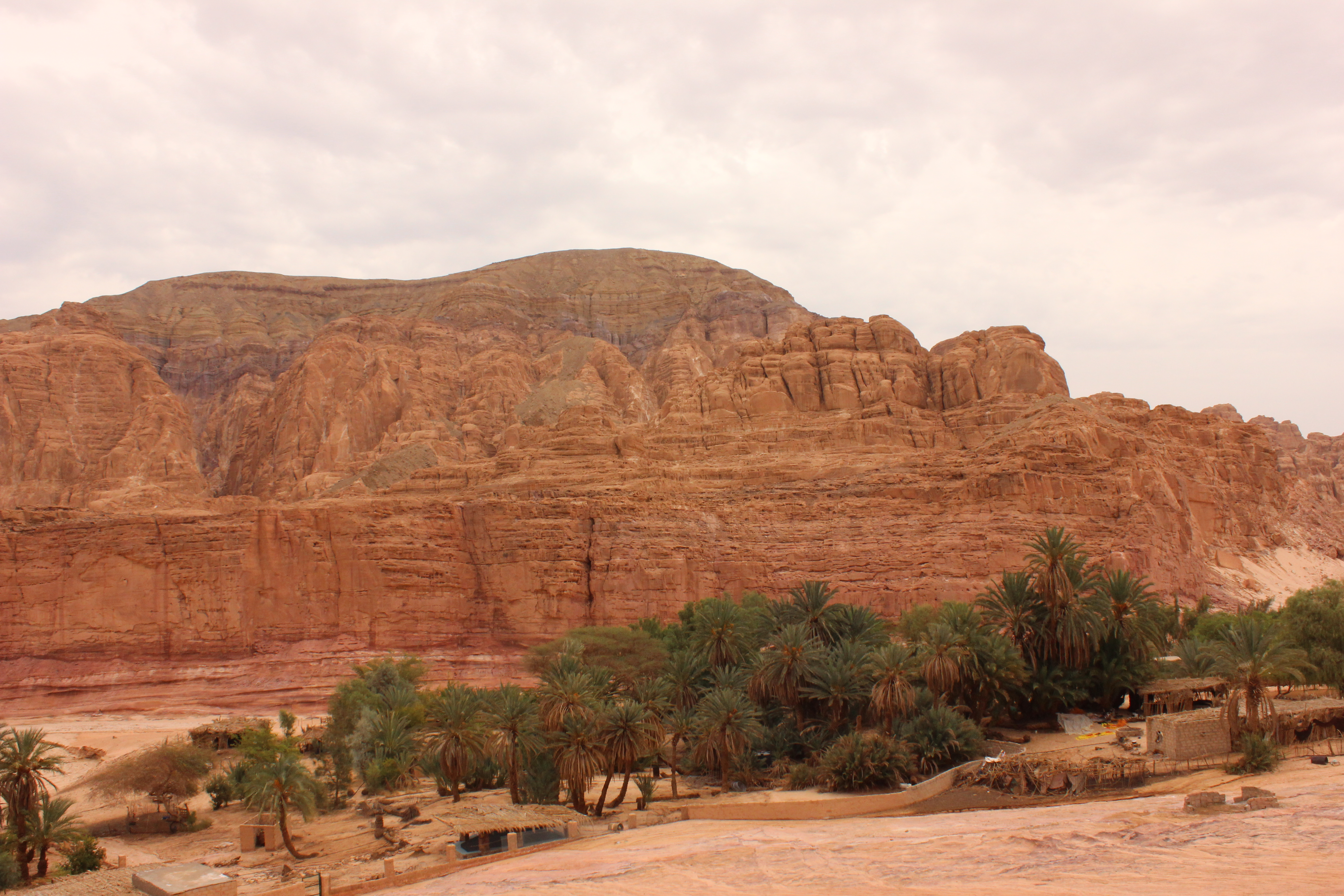
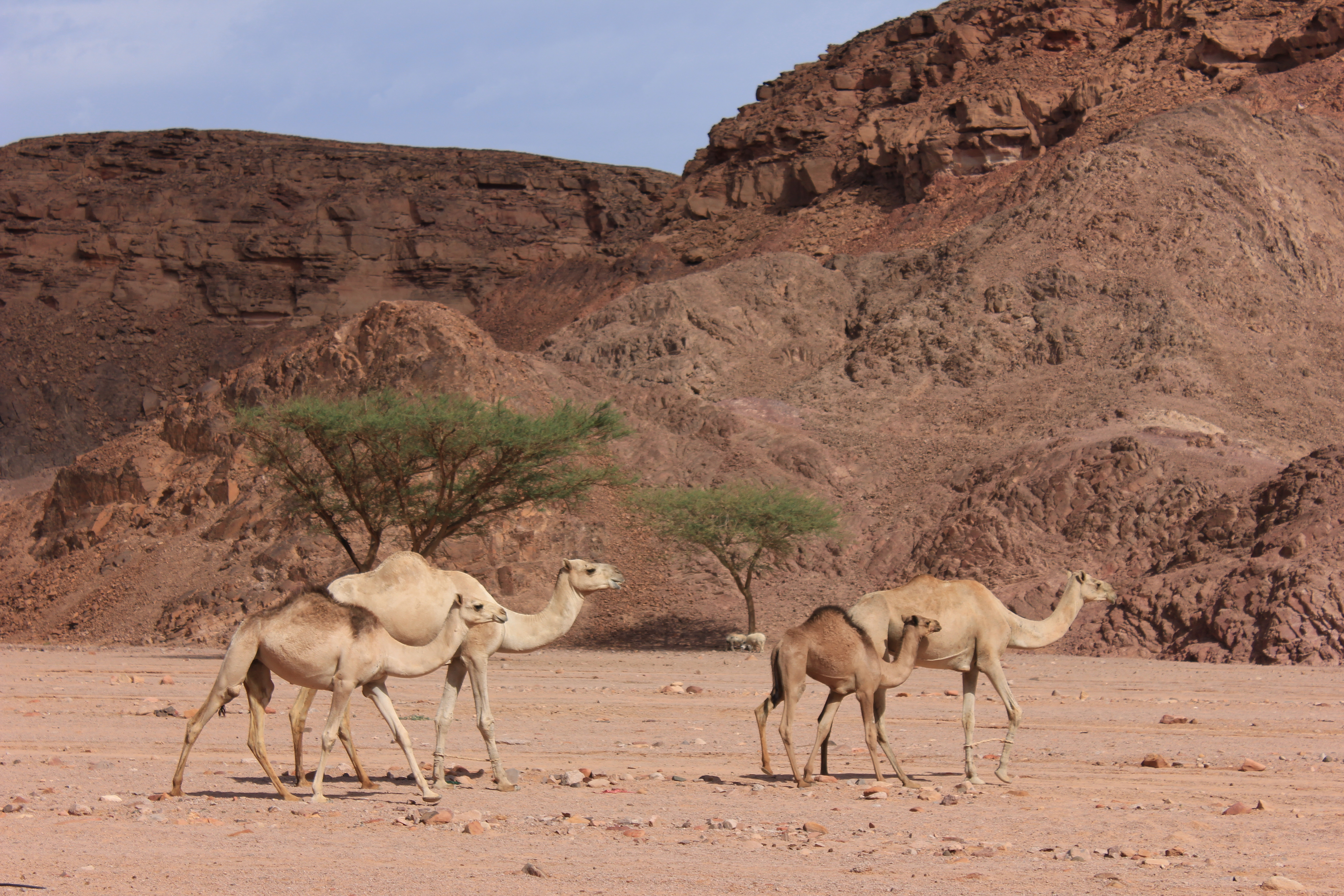
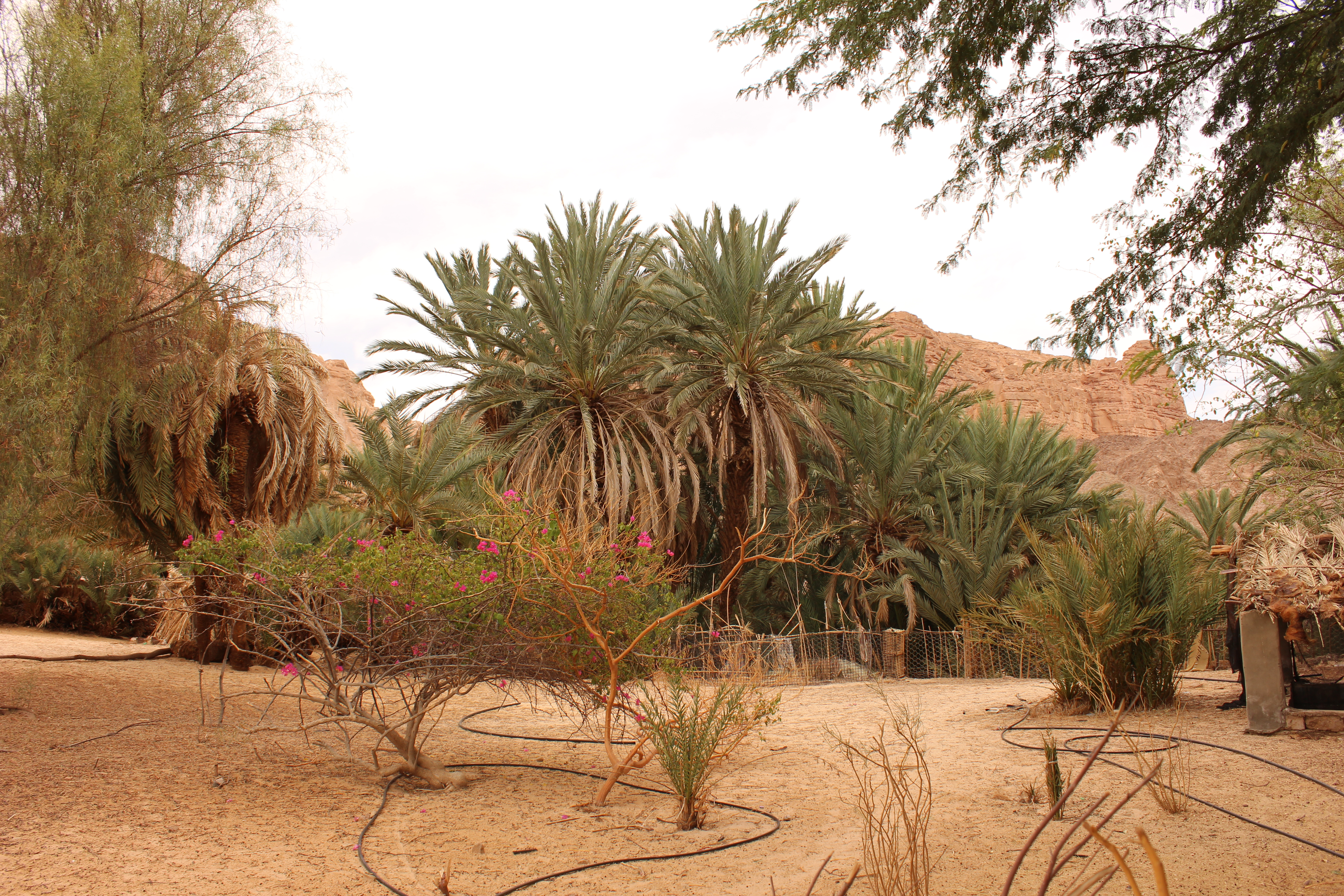